# 福田平八郎賞図画展
福田平八郎賞図画展（ふくだへいはちろうしょうずがてん）は、大分県大分市出身の日本画家福田平八郎を記念して大分市が市内の小・中学校、特別支援学校の児童・生徒を対象として開催する図画賞及び図画展である。
大分市出身の福田は、1961年（昭和36年）に文化勲章を受章し、大分市名誉市民の第1号になった。そして、福田が大分市に対して行った寄付30万円をもとに、翌1962年度（昭和37年度）に「福田平八郎賞」が設けられた。第1回の福田平八郎賞図画展には、約2万5千点の応募があり、この中から423点が展示され、そのうち42点が福田平八郎賞に選定された。図画の展示は、1963年（昭和38年）2月6日からトキハ文化ホールで行われた。
福田平八郎賞の賞状の背景には、福田自身の手になる長浜神社のおみか餅がデザインされている。